# Enikő Barabás
Enikő Barabás, född den 21 juli 1986, är en rumänsk roddare.
Hon tog OS-brons i åtta med styrman i samband med de olympiska roddtävlingarna 2008 i Peking.